# Khwae Noi

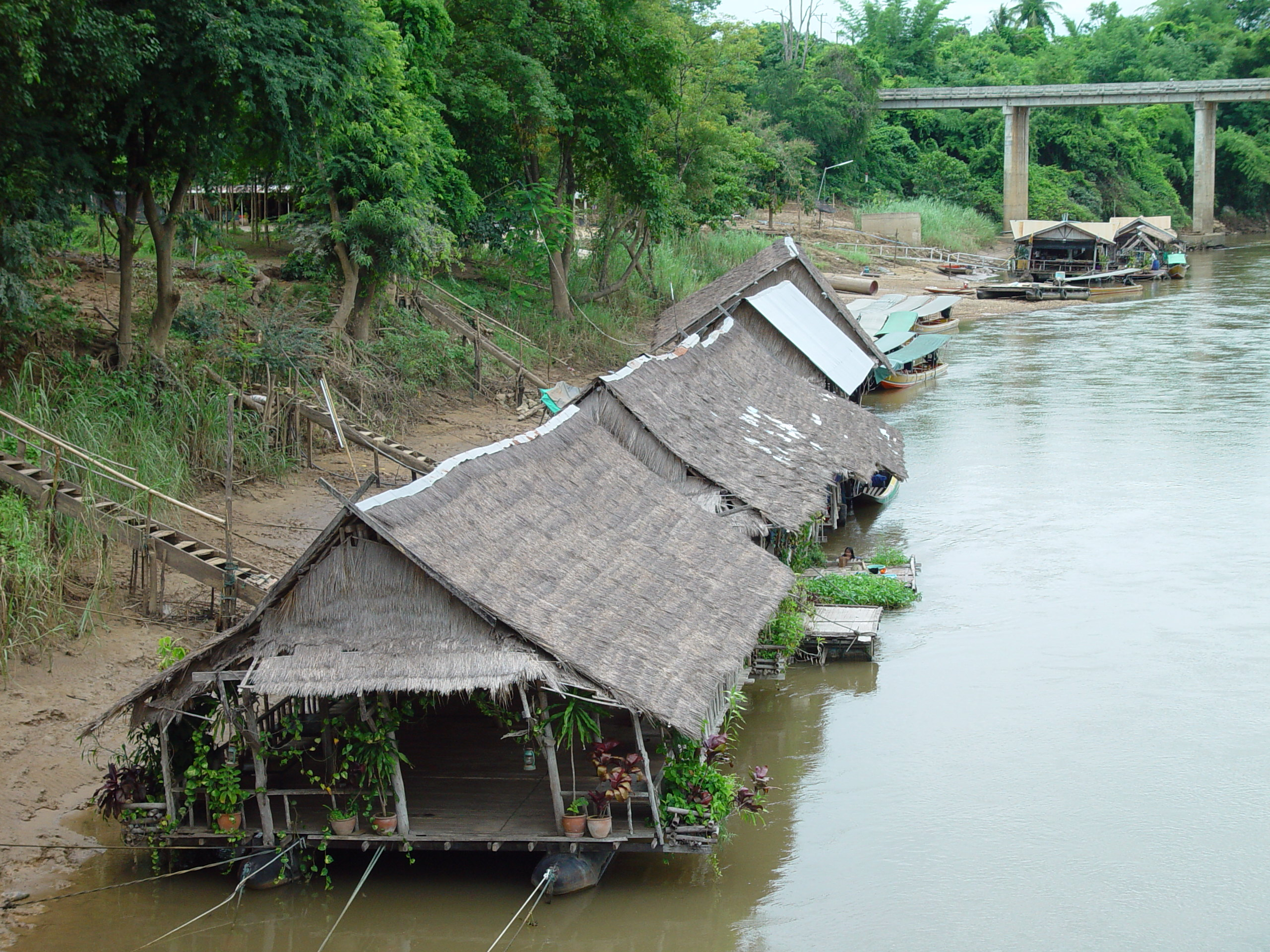
Typische woonboten aan de oever van de Kwai

De rivier Khwae Noi (in het westen ook wel foutief de Kwai genoemd naar het boek Le Pont de la rivière Kwaï) (Thais: แควน้อย) ligt in het westen van Thailand, bij de grens met Myanmar. Het is een zijrivier van de Mae Klong.
Langs de Khwae Noi ligt het Ereveld Chungkai waar Nederlanders begraven liggen die in de Tweede Wereldoorlog aan de Dodenspoorlijn werkten.

## Naamsverwarring
De bekende brug over de Kwai ligt niet over de Khwae Noi, maar over de Khwae Yai die in de jaren 40 van de twintigste eeuw nog de Mae Klong heette. Het boek is foutief genoemd naar de vallei van de Khwae Noi (de klank in het Engels komt dicht bij Kwai) waar het tracé ligt van de Dodenspoorlijn.